# Mboro
Mboro ist eine städtische Gemeinde (commune) im Département Tivaouane in der Region Thiès, gelegen im zentralen Westen Senegals.

## Geographische Lage
Mboro liegt nahe der Grande-Côte, hinter einem Gürtel von Küstendünen gegen die salzhaltige Seeluft gut geschützt, in den fruchtbaren Feuchtgebieten der Zone des Niayes, die sich bestens für Gartenbau eignen. Das Meer und der Küstenort Mboro-sur-Mer sind im Nordwesten rund fünf Kilometer von der Stadtmitte entfernt, liegen aber außerhalb des seit 2002 eng umgrenzten Stadtgebietes. Mboro liegt 21 Kilometer nördlich der Départementspräfektur Tivaouane und 78 Kilometer nordöstlich von Dakar. Das Stadtgebiet hat eine Fläche von 7,164 km² und ist allseits umgeben vom Gebiet der Gemeinde Darou Khoudoss, deren Hauptort direkt südlich der Stadt liegt und mit dieser baulich zusammengewachsen ist.

## Geschichte
Um 1862–1863 wurde die französische Kolonialverwaltung erstmals auf das Dorf Mboro aufmerksam. Nach Untersuchungen des Geländes und der Böden wurde 1936 beschlossen, das Gebiet für den Obst- und Gartenbau zu erschließen und die Besiedlung dieser fruchtbaren Gegend zu fördern.
An der Grande-Côte, insbesondere rund um Mboro, wurden mit kanadischer Unterstützung die Küstendünen großflächig durch Bepflanzung mit Filao (Schachtelhalmblättrige Kasuarine) stabilisiert und vor Erosion durch die Meereswinde geschützt. 
Im Jahr 1976 wurde Mboro Hauptort einer Landgemeinde (communauté rurale). Im Jahr 1988 hatte sie 42.705 Einwohner, darunter 8059 im Hauptort Mboro Ouolof (village) und den fünf diesem Dorf zugeordneten Weilern (hameaux). Der Hauptort Mboro erhielt im Jahr 2002 den Status einer städtischen Gemeinde (commune) und wurde aus der umgebenden Landgemeinde herausgelöst, die nach dem neuen Hauptort den Namen communauté rurale Darou Khoudoss erhielt.

## Bevölkerung
Die letzten Volkszählungen ergaben für die Stadt jeweils folgende Einwohnerzahlen:
| Jahr | Einwohner |
| ---- | --------- |
| 1976 | 3.836     |
| 1988 | 13.542    |
| 2002 | 11.809    |
| 2013 | 27.693    |
| 2023 | 40.811    |

## Verkehr
Durch die Stadt Mboro führt die seit 2012 als Nationalstraße klassifizierte N 8. Sie beginnt in Rufisque und verbindet bis Saint-Louis entlang der Küstenlinie der Grande-Côte die Ortschaften der Niayes im fruchtbaren Hinterland der Küstendünen miteinander. Auch eine gut ausgebaute Regionalstraße zweigt in Tivaouane von der N 2 nach Mboro ab.

## Wirtschaft
Ursprünglich waren die Haupterwerbszweige in Mboro der Gartenbau und die Fischerei. Hinzu kam wegen der Küstennähe der Tourismus. Dank der Wirtschaftskraft der nahegelegenen Phosphatminen der Industries chimiques du Sénégal (ICS) mit ihren gutbezahlten Arbeitskräften haben sich in Mboro Einwohnerzahl und Infrastruktur gut entwickelt.